# اسپاگتی سیر و روغن
اسپاگتی سیر و روغن (ایتالیایی: [spaˈɡetti ˈaʎʎo e ˈɔ:ljo]) یک غذای سنتی ایتالیایی پاستا است که ریشه اصلی آن از شهر ناپل می باشد. این غذا یکی غذاهایی معمولی و متداول ناپل است که در این منطقه بسیار محبوب است. محبوبیت آن را می‌توان به سادگی تهیه آن نسبت داد و همچنین استفاده از مواد لازم ارزان قیمت و در دسترس که قابلیت ماندگاری طولانی در انبار دارند .
این غذا ابتدا با کمی تفت دادن سیر ورقه‌ای نازک در روغن زیتون، گاهی اوقات با اضافه کردن خرده‌های فلفل قرمز خشک شده (در این صورت آنرا اسپاگتی سیر، روغن و فلفل می‌نامند) تهیه می‌شود. سپس روغن و سیر را روی اسپاگتی پخته شده در آب نمک می ریزند. پس از آن جعفری ایتالیایی ریز خرد شده معمولاً به عنوان چاشنی اضافه می‌شود. همچنین پنیر پارمزان رنده شده یا پنیر پکورینو را می‌توان اضافه کرد، هرچند که استفاده از پنیر در اکثر دستور العمل‌های سنتی گنجانده نشده‌است. برخی از دستور پختها توصیه می‌کنند برای ایجاد سس ، مقداری از آب پاستا را به روغن زیتون اضافه کنید، اما دستور پختهای دیگری توصیه می‌کنند به سادگی روغن را روی پاستا آبکش شده بریزید، که در این صورت سس ایجاد نمی‌شود.